# Stadion Mietałłurg w Lipiecku
Stadion Mietałłurg – wielofunkcyjny stadion w Lipiecku, w Rosji. Jego budowa rozpoczęła się w 1959 roku, ale oddanie do użytku nastąpiło dopiero w roku 1981. W późniejszych latach obiekt przechodził modernizacje. Pojemność stadionu wynosi 19 241 widzów, jest on wyposażony w podgrzewaną murawę i oświetlenie o maksymalnym natężeniu 1200 lx. Swoje spotkania na stadionie rozgrywają piłkarze klubu Mietałłurg Lipieck.